# Pullip

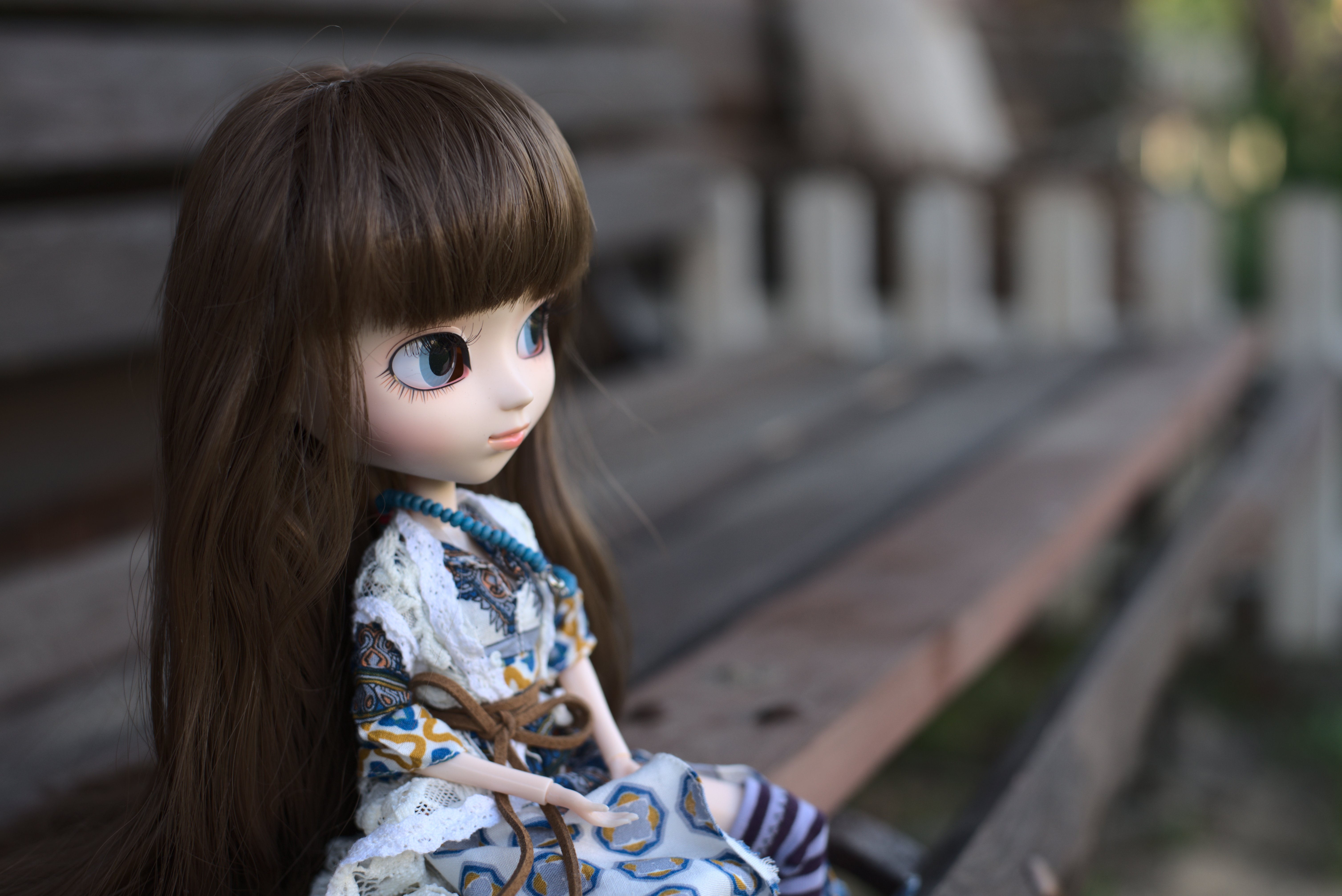
Un esemplare di Pullip modello Taffy

Pullip è una bambola da collezione creata dal gruppo di designer coreano Cheonsang Cheonha. Fu commercializzata in Giappone per la prima volta da Jun Planning da luglio 2003, e da Groove dall'aprile 2009.
La parola Pullip (풀잎) significa "Stelo d'erba/foglia" in lingua coreana. In seguito sono stati aggiunte altre linee di bambole. Il compagno Namu (나무, albero) poi sostituito da Taeyang (태양, sole), la sorella di lui Dal (달, luna), e la migliore amica di Dal, Byul (별, stella), infine il fratello minore di Pullip, Isul (rugiada). Esiste inoltre la bambola Yeolume, immaginata come figlia futura di Pullip.
Sono state prodotte anche delle versioni in miniatura di Pullip e Dal, rispettivamente Little Pullip e Little Dal. Nel 2023 sono state annunciate delle versioni più piccole della misura standard, chiamate Woori Pullip.

## Design
La caratteristica delle bambole Pullip è la testa sproporzionata rispetto al corpo. La testa è infatti in scala 1/3 e contiene un meccanismo che permette agli occhi di muoversi lateralmente e alle palpebre di aprirsi o chiudersi tramite delle leve sulla nuca.
Il corpo è in scala 1/6 ed è snodato, e nel tempo si sono avvicendati modelli diversi.
I primi erano meccanici con viti in vista, il corpo "Type 1". Le prime tre bambole Pullip (Moon, Street e Wind) hanno il collo che può rompersi facilmente, difetto corretto con le versioni successive. Il corpo Type 1 è l'unico fornito con capelli con radice, mentre tutti i modelli successivi hanno parrucche. A partire da gennaio 2004, con il lancio del modello "Venus", la Pullip ha un corpo nuovo: il corpo "Type 2" senza viti a vista, un torso morbido. Questo corpo ha proporzioni più realistiche. Gli svantaggi di questo corpo sono la pelle che può cadere o rompersi facilmente, il torso morbido che si incastra nell'anca e la plastica del corpo con tendenza a fondere in determinate condizioni ambientali, per lo più in climi caldi ed umidi. Con la commercializzazione di Lan e Lan Ai Ake nel 2005 ha fatto la sua comparsa il "Type 3", con meno giunzioni, una forma più minuta e più infantile, anche se più robusto rispetto ai suoi predecessori. Un problema comune è la rottura del polso o della mano. Nel gennaio 2009, con la messa in commercio di Neo Noir, nasce il corpo "Type 4", che utilizza una giunzione al polso che evita la rottura. I problemi più comuni con il Type 4 sono i lunghi piolini per le articolazioni del polso e al ginocchio, che causano arti che scivolano facilmente di lato.

## Modelli
Ogni mese di media vengono messe in vendita uno o due nuove versioni di Pullip. Le uscite limitate vengono vendute in esclusiva con scadenza irregolare.
Le versioni regolari mensili sono anch'esse a tiratura limitata, essendo prodotte in una certa quantità nota al solo produttore. Ogni bambola ha un nome unico, un trucco distintivo, parrucca, abito, accessori, scatola e card.
Prima del 2006, Jun Planning creò alcune edizioni con strette somiglianze a personaggi famosi e celebrità, ma non ufficialmente autorizzate. Fantastic Alice è simile al personaggio Disney di Alice nel Paese delle Meraviglie, ad esempio.
In previsione del 5º anniversario delle Pullip, cinque bambole sono state distribuite come parte dell'edizione limitata "Another Alice", sono state create anche: Another Queen, Another King (Taeyang), Another Rabbit (Dal), Another Clock Rabbit (Dal), tutti temi ispirati ad Alice nel paese delle Meraviglie.
Nel 2006, Jun Planning ha cominciato a creare delle Pullip con sembianze di personaggi dell'anime/manga Rozen Maiden. Non si tratta di vendite limitate, ad eccezione dell'ultima Rozen Maiden Pullip: Kirakishou. Altre Pullip sono messe in commercio dal 2007 fino al 2009, tra cui: H.Naoto, Hello Kitty e My Melody dalla Sanrio; Rei Ayanami e Asuka Soryu Langley di Neon Genesis Evangelion; Grell, Sebastian e Ciel di Black Butler, Limoges e Angelique, Rayne e Erenfried di Neo Angelique Abyss. Una serie di bambole è stata commercializzata nel 2011, basata sui personaggi dei Vocaloid.

### Namu
Namu fu la prima controparte maschile creata per le Pullip. È alto 34 cm, con testa sproporzionata in resina su corpo snodato in plastica.
I suoi occhi possono essere mossi e tolti via ed è possibile fare un'occhiolino usando le levette dietro la nuca.
Namu può essere personalizzato come le altre Pullip. Può indossare abiti di qualsiasi altra bambola o modellino in scala 1/6.
Sei bambole Namu sono state messe in commercio nel 2004 ed una nel 2005. Fu ritirato nel maggio del 2005. L'ultima uscita fu "Happy Birthday Namu #2", anche chiamata Geronimo. Un anno dopo fu creata una nuova bambola maschile, uscita per diventare il nuovo compagno delle Pullip.

### Taeyang
Taeyang fu introdotto nel 2006 come seconda controparte maschile per le Pullip. Il suo personaggio ha una sorella minore, Dal.
Misura 34 cm ed ha lo stesso corpo snodato del suo predecessore, Namu, con il quale condivide molte caratteristiche tecniche. Taeyang viene prodotto bimestralmente da Jun Planning.
Ci furono sei o sette versioni di Taeyang, commercializzate ogni anno a partire dal 2006. Alcune delle bambole Taeyang ebbero strette somiglianze con personaggi famosi e celebrità. Edward mani di forbice Taeyang viene concesso con licenza dal personaggio di Tim Burton. Shade ha una stretta somiglianza con Sherlock Holmes. Another King è stato ispirato dal Re di Cuori della storia di Alice nel paese delle Meraviglie.

### Dal
Dal è una piccola bambola della linea Pullip, introdotta nel 2006. Ha 13 anni ed è la sorella minore di Taeyang. Dal misura 26 cm ed arriva all'altezza delle spalle di Pullip.
Il corpo Dal è snodato come quello di Pullip. I suoi occhi si possono muovere lateralmente, ma non può fare l'occhiolino o chiudere gli occhi.

### Byul
Byul, introdotta nel 2008, conserva le misure ed il corpo di Dal, ma ha una diversa forma del viso.
Ha 13 anni è viene venduta come la migliore amica di Dal, segretamente innamorata di Isul. Byul non può chiudere gli occhi,ma, come Dal,può ruotarli a destra e a sinistra.

### Little Pullip
Le Little Pullip sono delle miniature di Pullip. Varie edizioni di Little Pullip - Anche chiamate Mini Pullip - sono copie in miniatura dei prodotti precedenti in altezza originale, con nomi, vestiti, capelli e trucco simili. Nonostante le piccole dimensioni sono comunque personalizzabili: è possibile cambiare la parrucca, gli occhi ed il volto. Le Little Pullip non hanno snodi ai gomiti o alle articolazioni del ginocchio, hanno le scarpe dipinte ed loro occhi sono fissi.

### Isul
Isul è il fratello minore quindicenne di Pullip, leggermente più basso. Fu messo in commercio nel febbraio 2011. 
Il suo debutto fu con il nome di Apollo, abbinato alla collezione Steampunk.Isul, come Pullip e Taeyang,può chiudere gli occhi e ruotarli a destra e a sinistra.

## Personalizzazione
Le bambole Pullip sono facilmente personalizzabili. Le Pullip messe in commercio prima del marzo 2004 sono provviste di una radice dei capelli. Successivamente, le bambole saranno provviste di sole parrucche ed i loro capelli possono essere cambiati più facilmente.
La testa ed il meccanismo oculare può essere tolto con un semplice cacciavite. Le personalizzazioni più estreme possono includere dipinti di tatuaggi o riscolpire il viso ed il corpo della bambola.
Sono stati prodotti anche dei kit di base "Make It Own" per la personalizzazione per Pullip, Taeyang, Dal e Isul, oltre a parrucche, eyechip, abiti e accessori.

## Polemica
La bambola originariamente progettata per luglio 2005 fu "Beressa", una spia con indosso una divisa nera con cappello e trecce d'oro, una fascia al braccio e una pistola. Anche se nessuna svastica era visibile sulla bambola o nelle fotografie, la somiglianza della divisa e del design della pistola ricordava un'uniforme nazista. La cancellazione di Beressa coincise con il 60º anniversario dell'Olocausto. Lan, la bambola che doveva sostituirla, venne commercializzata con un mese di ritardo e non ci fu nessuna bambola per luglio 2005.